# 2327 Gershberg
2327 Gershberg је астероид главног астероидног појаса са средњом удаљеношћу од Сунца која износи 2,368 астрономских јединица (АЈ).
Апсолутна магнитуда астероида је 13,9.